# She's Got Nothing On (But the Radio)
She's Got Nothing On (But the Radio) är en låt skriven av Per Gessle, och framförd av Roxette på albumet Charm School 2011. 
Videon regisserades av Mats Udd, och i Tyskland blev låten Roxettes största hit sedan "How Do You Do!" 1992.
Låten A-listades av BBC Radio 2 för veckan den 7 mars 2011. och stannade där i veckorna för 14, 21 & 26 mars och 2 april, innan den flyttades till B-listan inför veckan den 9 april 2011.
Låten testades på Svensktoppen, och gick in den 1 maj 2011 men redan följande veckan fanns den inte längre där.
Det blev aldrig någon placering på den svenska singellistan, Sverigetopplistan.

## Låtlista
- Digital download/CD Single[7]

1. "She's Got Nothing On (But the Radio)" – 3:36
2. "Wish I Could Fly" (Live från Sankt Petersburg, 12 september 2010) – 4:51

- Digital download − Adrian Lux/Adam Rickfors Remixes[8]

1. "She's Got Nothing On (But the Radio)" (Adrian Lux Radio Edit) – 2:43
2. "She's Got Nothing On (But the Radio)" (Adrian Lux Extended Mix) – 5:36
3. "She's Got Nothing On (But the Radio)" (Adam Rickfors Radio Edit) – 3:32
4. "She's Got Nothing On (But the Radio)" (Adam Rickfors Power Edit) – 3:38
5. "She's Got Nothing On (But the Radio)" (Adam Rickfors Dub Edit) – 7:25

## Listplaceringar
| Lista (2011)       | Topplacering |
| ------------------ | ------------ |
| Belgien (Flandern) | 34           |
| Schweiz            | 19           |
| Tyskland           | 10           |
| Ungern             | 9            |
| Österrike          | 9            |

### Fotnoter
1. ↑  ”Roxette”. Arkiverad från originalet den 24 augusti 2011. https://web.archive.org/web/20110824031633/http://www.roxette.se/discography.php. Läst 22 maj 2011.
2. ↑  ”Svensk mediedatabas”. http://smdb.kb.se/catalog/id/002705233. Läst 22 maj 2011.
3. ↑  ”Svensk mediedatabas”. http://smdb.kb.se/catalog/id/002709105. Läst 22 maj 2011.
4. ↑  ”Arkiverade kopian”. Arkiverad från originalet den 10 mars 2011. https://web.archive.org/web/20110310102057/http://www.bbc.co.uk/radio2/music/playlist/. Läst 7 mars 2011.
5. ↑  ”Svensktoppen”. 1 maj 2011. http://sverigesradio.se/sida/topplista.aspx?programid=2023&date=2011-05-01. Läst 22 maj 2011.
6. ↑  ”Svensktoppen”. 8 maj 2011. http://sverigesradio.se/sida/topplista.aspx?programid=2023&date=2011-05-08. Läst 22 maj 2011.
7. ↑  ”She's Got Nothing On But The Radio - Single”. iTunes. http://itunes.apple.com/de/album/shes-got-nothing-on-but-radio/id410959001. Läst 25 januari 2011.
8. ↑  ”She's Got Nothing On (But The Radio) (Adrian Lux / Adam Rickfors Remixes)”. Musicload. Arkiverad från originalet den 11 mars 2011. https://web.archive.org/web/20110311001147/http://www.musicload.de/roxette/she-s-got-nothing-on-but-the-radio-adrian-lux-adam-rickfors-remixes/musik/maxi/9584069_2#. Läst 14 mars 2011.
9. ↑  ”Listplacering”. http://www.ultratop.be/nl/showitem.asp?interpret=Roxette&titel=She%27s+Got+Nothing+On+%28But+The+Radio%29&cat=s. Läst 22 maj 2011.
10. ↑  ”Listplacering”. http://hitparade.ch/showitem.asp?interpret=Roxette&titel=She%27s+Got+Nothing+On+%28But+The+Radio%29&cat=s. Läst 22 maj 2011.
11. ↑  ”Roxette She's Got Nothing On (But The Radio)” (på tyska). offiziellecharts.de. GfK Entertainment. https://www.offiziellecharts.de/titel-details-774777.
12. ↑  ”Listplacering”. http://www.mahasz.hu/?menu=slagerlistak&menu2=archivum&lista=radios&ev=2011&het=7&submit_=Keres%E9s. Läst 22 maj 2011.
13. ↑  ”Listplacering”. http://austriancharts.at/showitem.asp?interpret=Roxette&titel=She%27s+Got+Nothing+On+%28But+The+Radio%29&cat=s. Läst 22 maj 2011.